# 弗拉基米尔·彼得罗维奇·亚历山德罗夫
弗拉基米尔·彼得罗维奇·亚历山德罗夫（羅馬化：Vladimir Petrovich Aleksandrov；1958年2月7日—）苏联雪车运动员。他曾参加1984年萨拉热窝冬奥会，并在双人项目中获得铜牌。